# Gragoatá
Gragoatá é um bairro nobre da Zona Sul da cidade de Niterói, no estado do Rio de Janeiro, no Brasil. Localiza-se próximo ao Centro da cidade, entre São Domingos e a Boa Viagem, e é um bairro predominantemente residencial. Seu nome vem de uma planta homônima, que já foi abundante no local.

## Localização
O bairro é banhado pelas águas da Baía de Guanabara, e faz limites com os bairros de São Domingos e Boa Viagem. Também fica próximo ao centro de Niterói e ao bairro de Icaraí.

## História
A história do bairro de Gragoatá está intimamente ligada ao Forte de São Domingos de Gragoatá. O forte foi fundamental na proteção do litoral fluminense contra os ataques franceses e Tamoios e mais tarde, no final do século XIX, teve participação fundamental durante a Revolta da Armada (1893). Apesar de bem conservado, o forte não se encontra aberto à visitação pública.
O morro que era ligado ao forte foi cortado e a Praia do Fumo (hoje Praia do Gragoatá) foi quase totalmente aterrada. No aterro, está localizado o Campus do Gragoatá da Universidade Federal Fluminense. O bairro possui poucas casas, muitas delas antigas. O comércio é quase nulo e funcionam apenas alguns bares, uma boate e uma quadra de tênis indoor.
Gragoatá abrigou, no passado, um grande número de estrangeiros que influenciaram na fundação do Grupo de Regatas Gragoatá (1895), para a prática do remo. Nos anos 1970, foi construído o Hotel Praia Grande, que hoje funciona como apart-hotel.

## Galeria

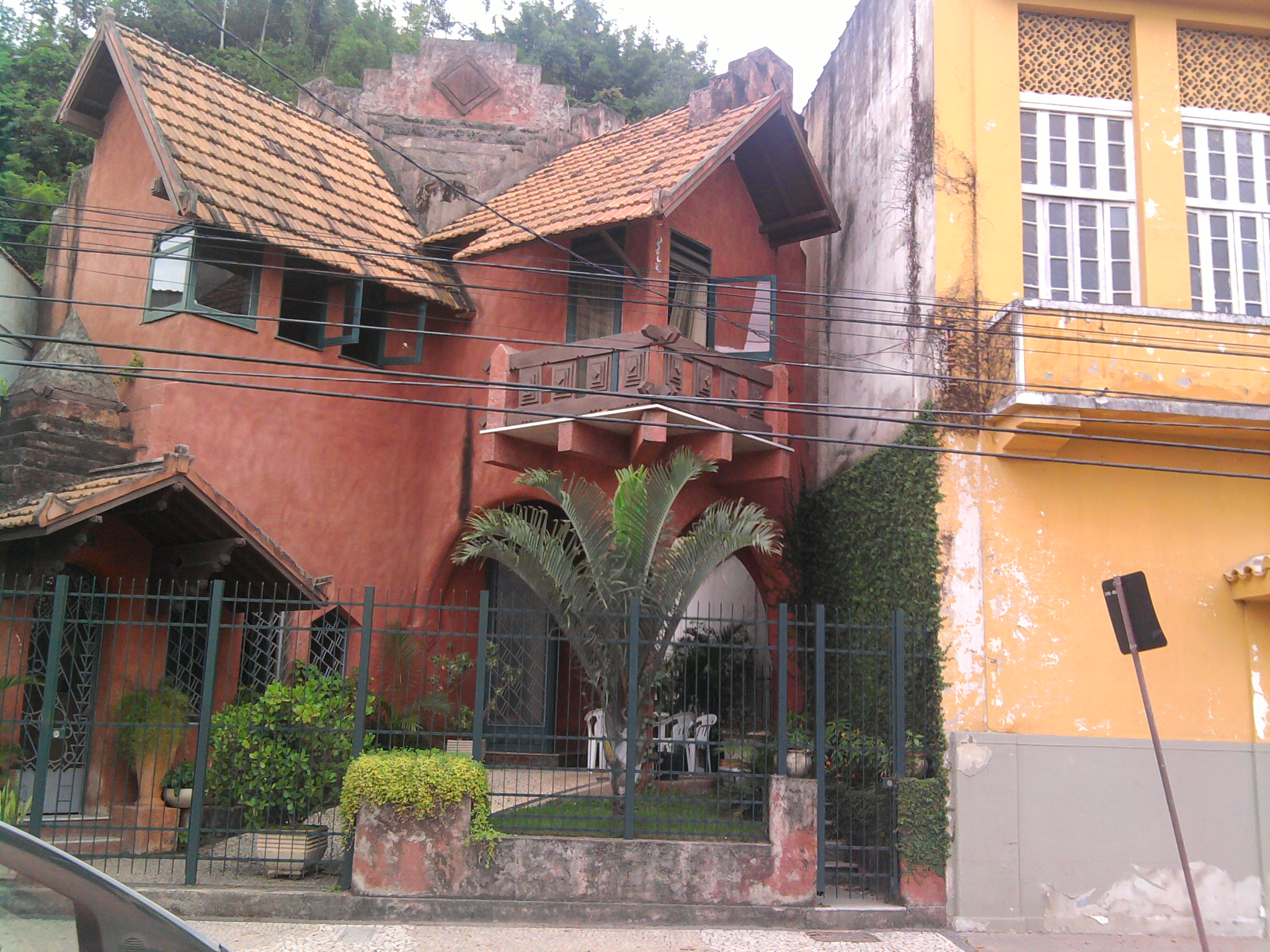
Casas antigas
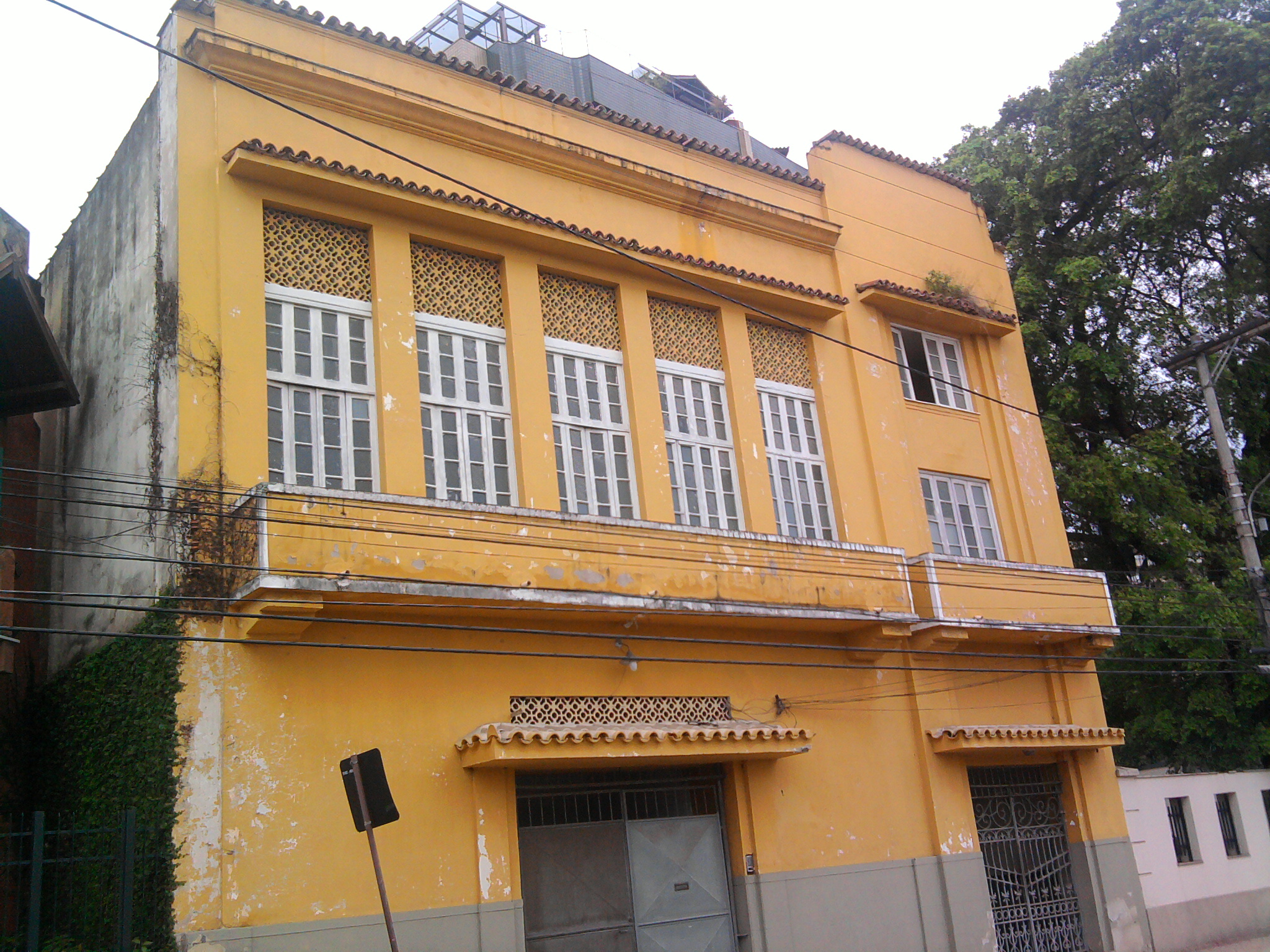
Sede histórica do Grupo de Regatas Gragoatá
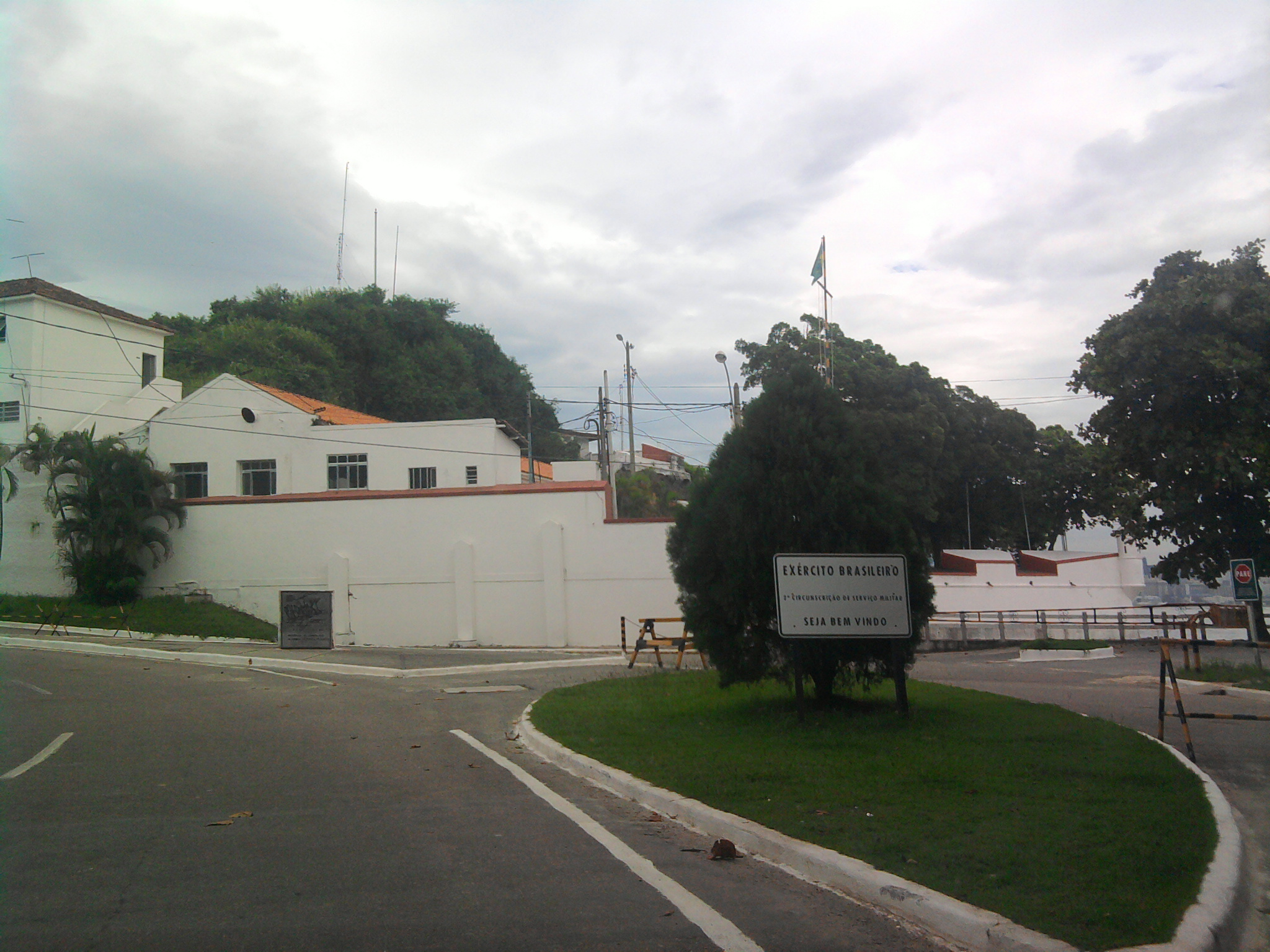
Forte do Gragoatá